# Musée en plein air des fermes japonaises

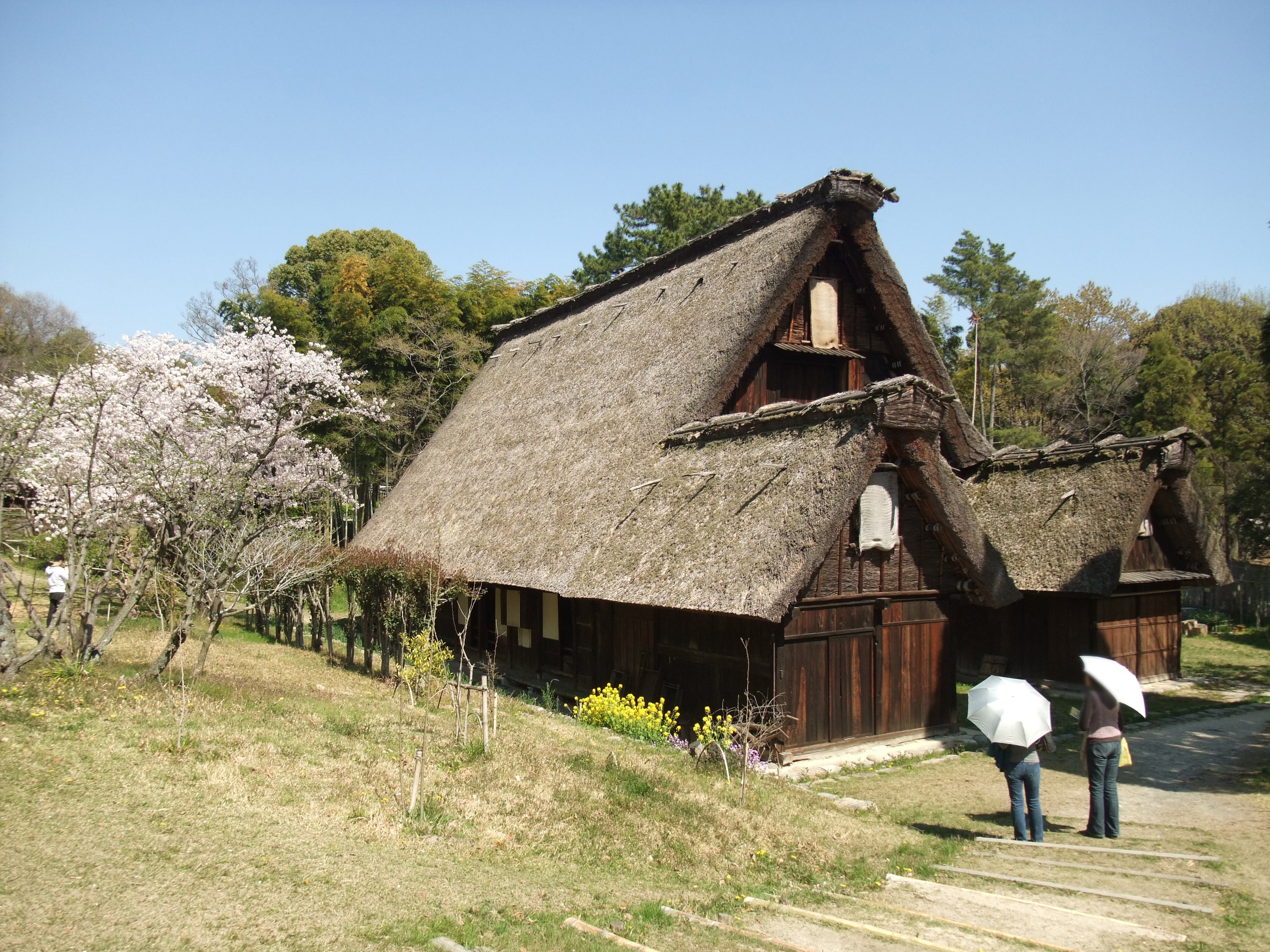
Ferme de Shirakawa.

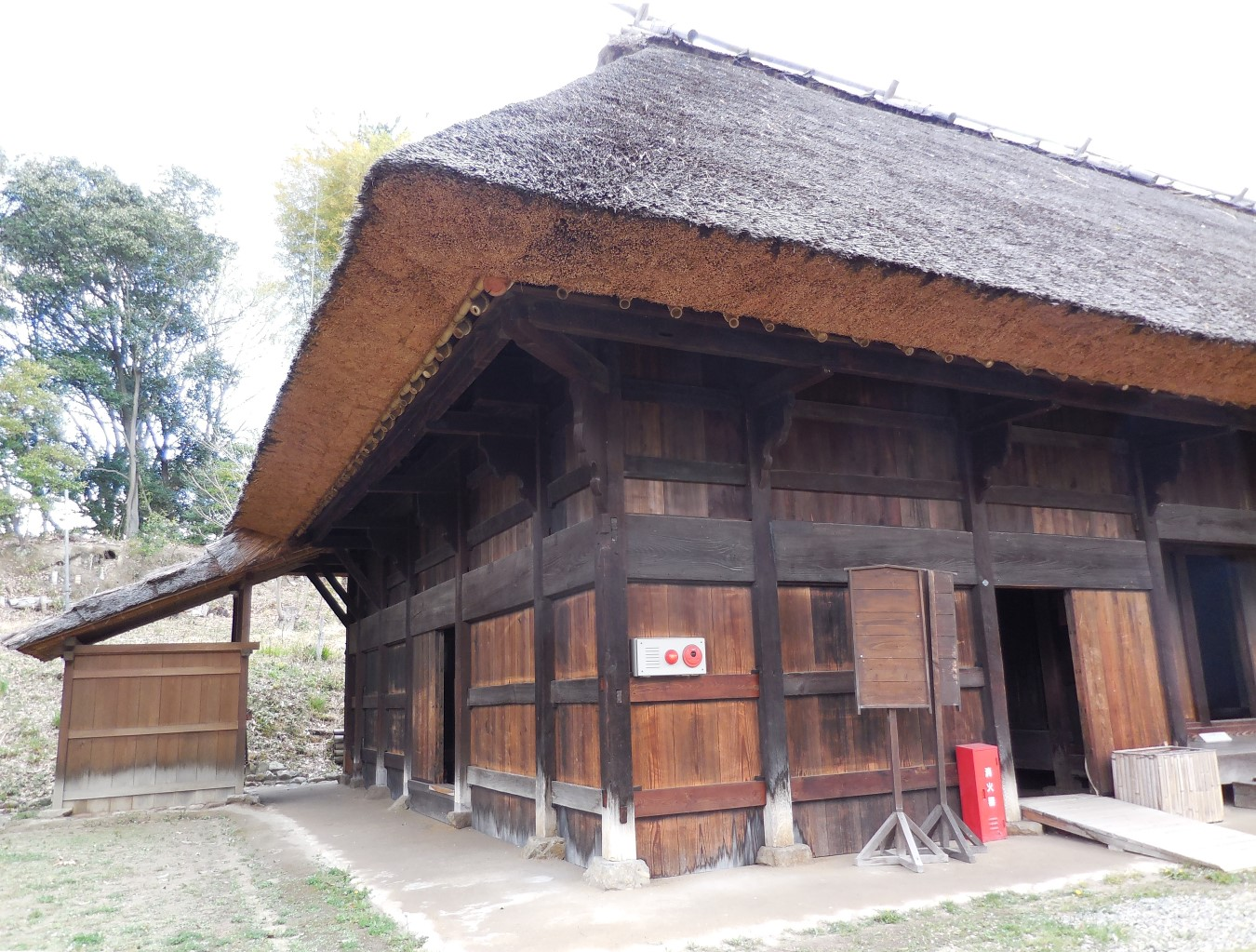
Maison de Shiiba.

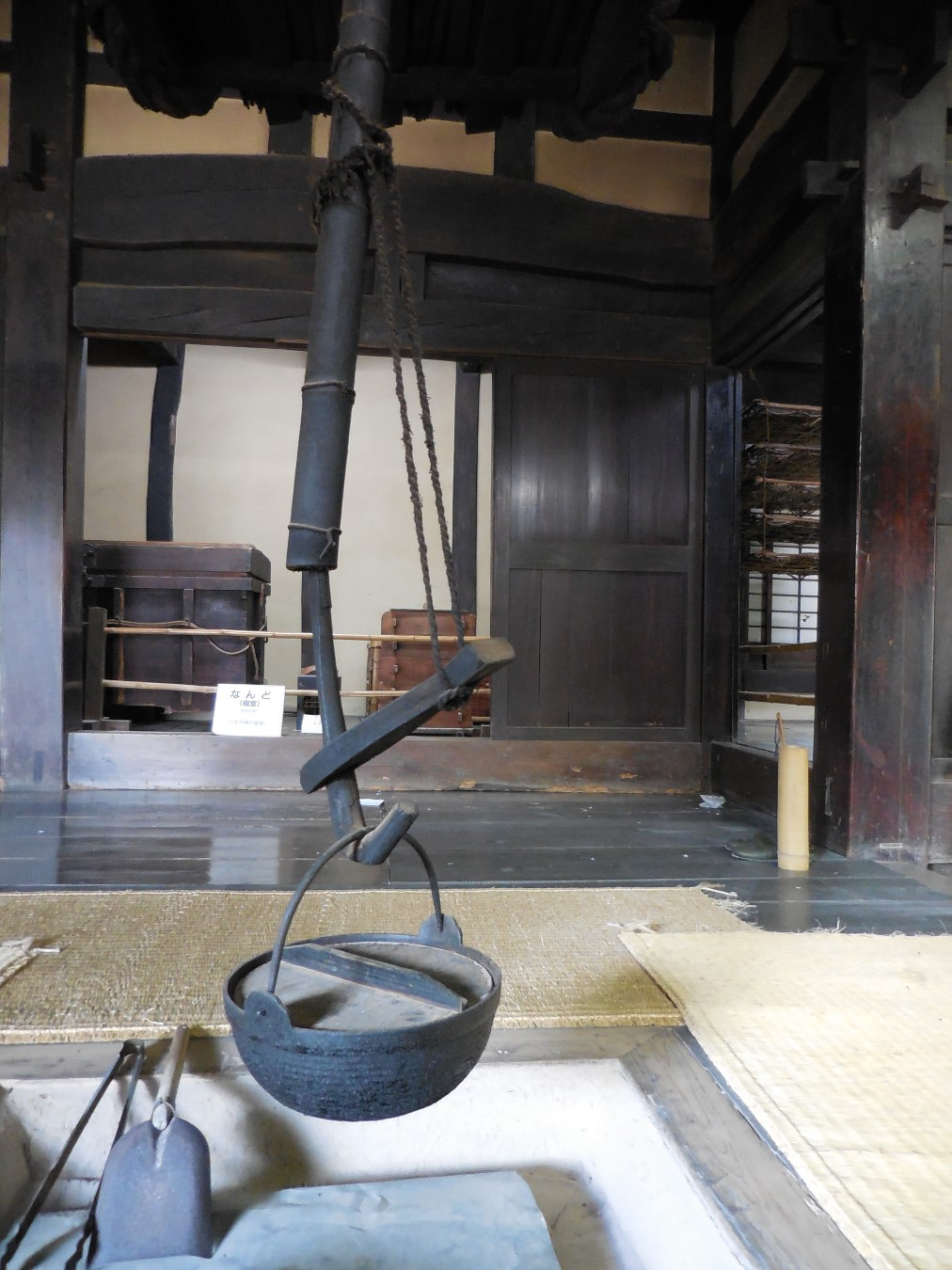
Maison de Shiiba, un foyer.

Le Musée en plein air des fermes japonaise (日本民家集落博物館, Nihon Minka Shūraku Hakubutsukan) à Toyonaka, dans la préfecture d'Osaka, conserve d'anciennes fermes, des bâtiments et d'autres structures de différentes régions du Japon.

## Aperçu
Le musée en plein air d'une taille de 36 000 m2 est inauguré en 1956. Il est le premier musée du genre au Japon. Il est situé dans le parc Hattori (服部緑地公園, Hattori Ryokuchi Kōen), au milieu de pruniers sauvages, de cerisiers et de bambous. Sept fermes et d'autres bâtiments ruraux, s’échelonnant du XVIIe au XIXe siècle, qui ont été utilisés jusque dans les années 1950, y ont été déplacés. La construction du musée en plein air est achevée en 1964. Plus récemment, on y ajoute une maison de thé.
1. Porte d'une longue maison de Fuse ( préfecture d'Osaka ) - (河内布施の長屋門)
2. Ferme de Shiiba ( préfecture de Miyazaki ) - (日向椎葉), bien culturel important
3. Ferme d'Akiyama ( préfecture de Nagano ) - (信濃秋山), bien culturel important
4. Ferme de Totsugawa ( préfecture de Nara ) - (大和十津川)
5. Ferme de Tsuruga ( préfecture de Fukui ) - (越前敦賀)
6. Maison de thé de Kitakawachi ( préfecture d'Osaka ) - (河内北河内)
7. Ferme du han de Nambu (préfecture d'Iwate ) - (南部の曲り屋・曲り家). La maison en angle est typique de la préfecture d'Iwate.
8. Étape de kabuki de Shōdoshima ( préfecture de Kagawa ) - (小豆島).
9. Haut réservoir d' Amami-Ōshima (préfecture de Kagoshima ) - (奄美大島)
10. Ferme de Nose ( préfecture d'Osaka ) - (摂津能勢), bien culturel important
11. Ferme de Shirakawa ( préfecture de Gifu ) - (飛騨白川の合掌造): La maison est construite dans le style Gasshō, qui tire son nom de la forme escarpée du toit, rappelant des mains jointes (gasshō). La maison est considérée comme un bien culturel populaire matériel important (重要有形民俗文化財).
12. Grenier à riz de Dōjima ( préfecture d'Osaka ) - (堂島の米蔵)
13. Moulin a vent de Sakai ( Préfecture d' Osaka ) - (堺)
14. Barques (刳り舟, Kuribune)
  1. Bateau Soriko de la région de San'yō (ソリコ) - (山陰)
  2. Bateau Subune d'Amami-Ōshima (スブネ) - (奄美大島)

Les bâtiments 4, 5, 7, 8 et 9 sont enregistrés comme biens culturels populaires matériels importants de la préfecture d'Osaka.

## Galerie

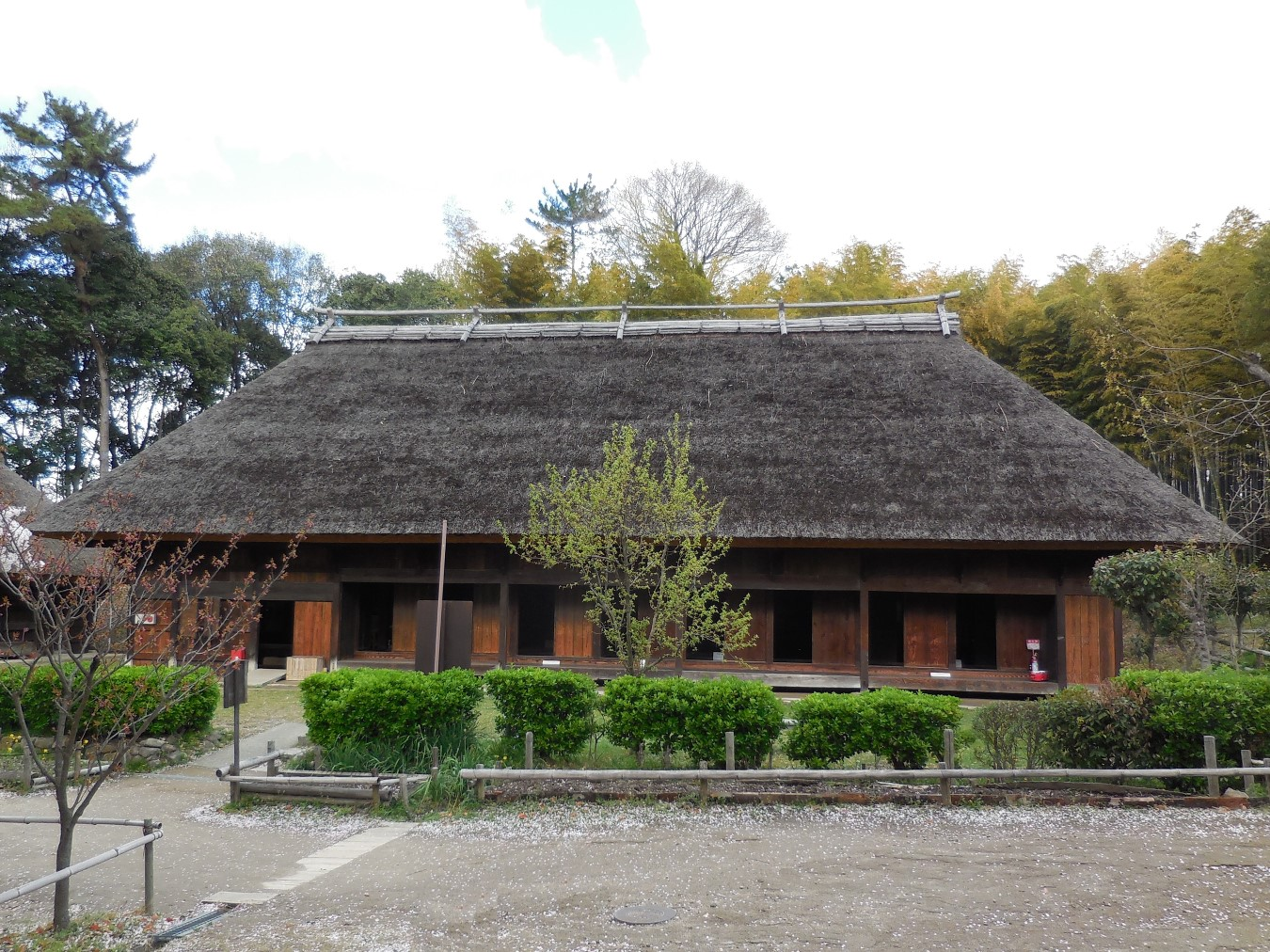
No 2: Maison de Shiiba
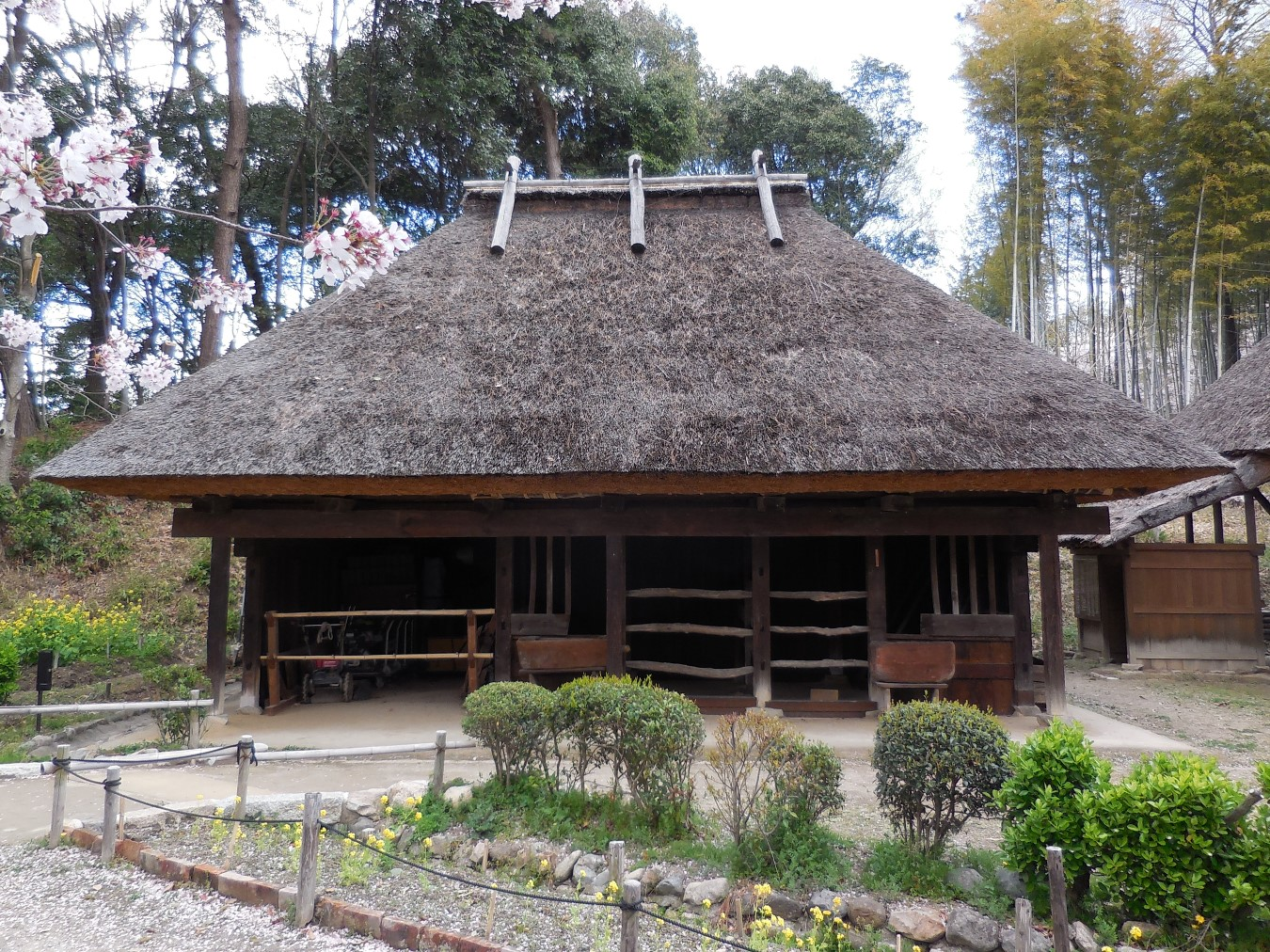
No 2: Maison de Shiiba, Grange
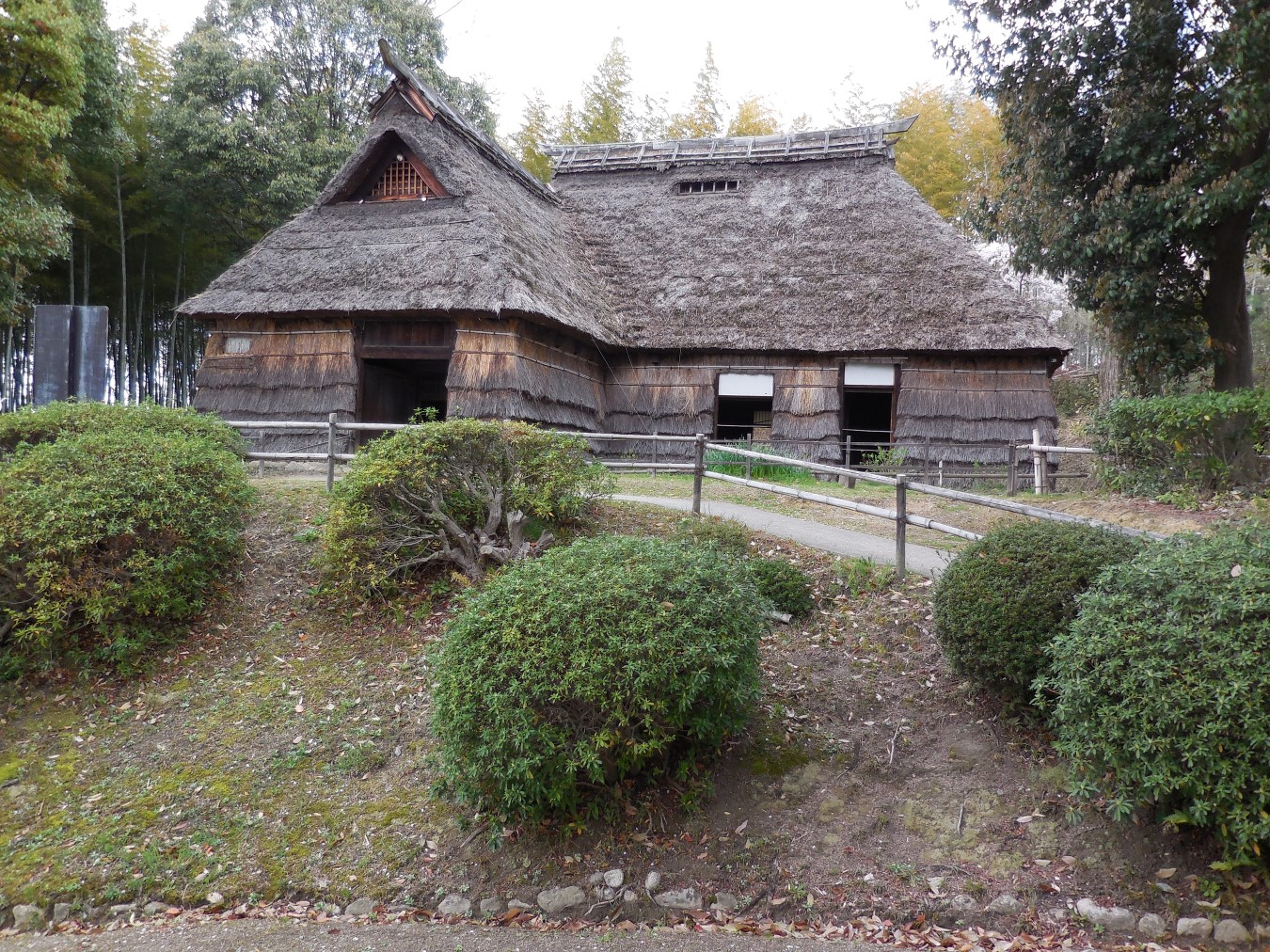
No 3: Maison d'Akiyama
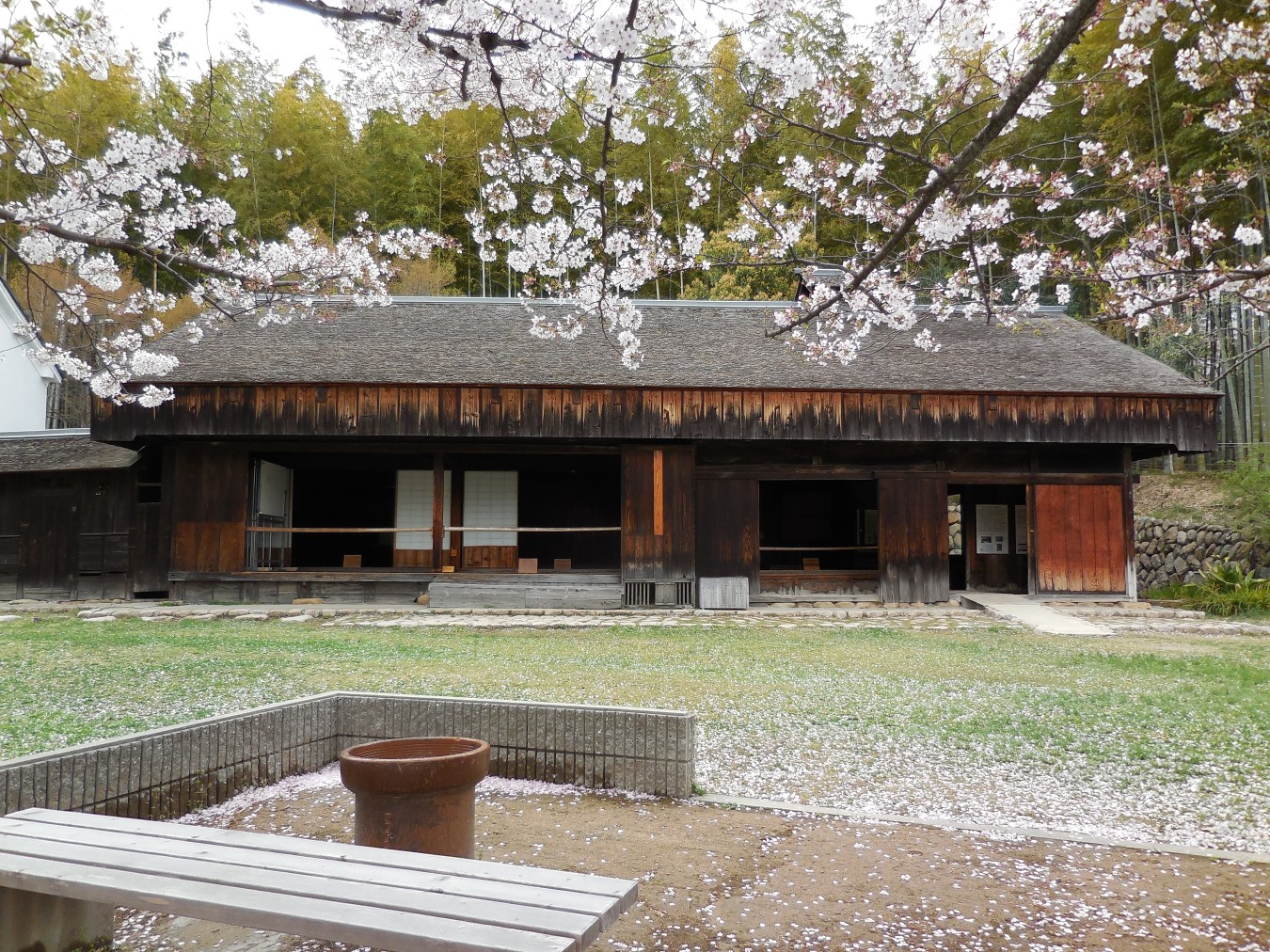
No 4: Ferme de Totsukawa
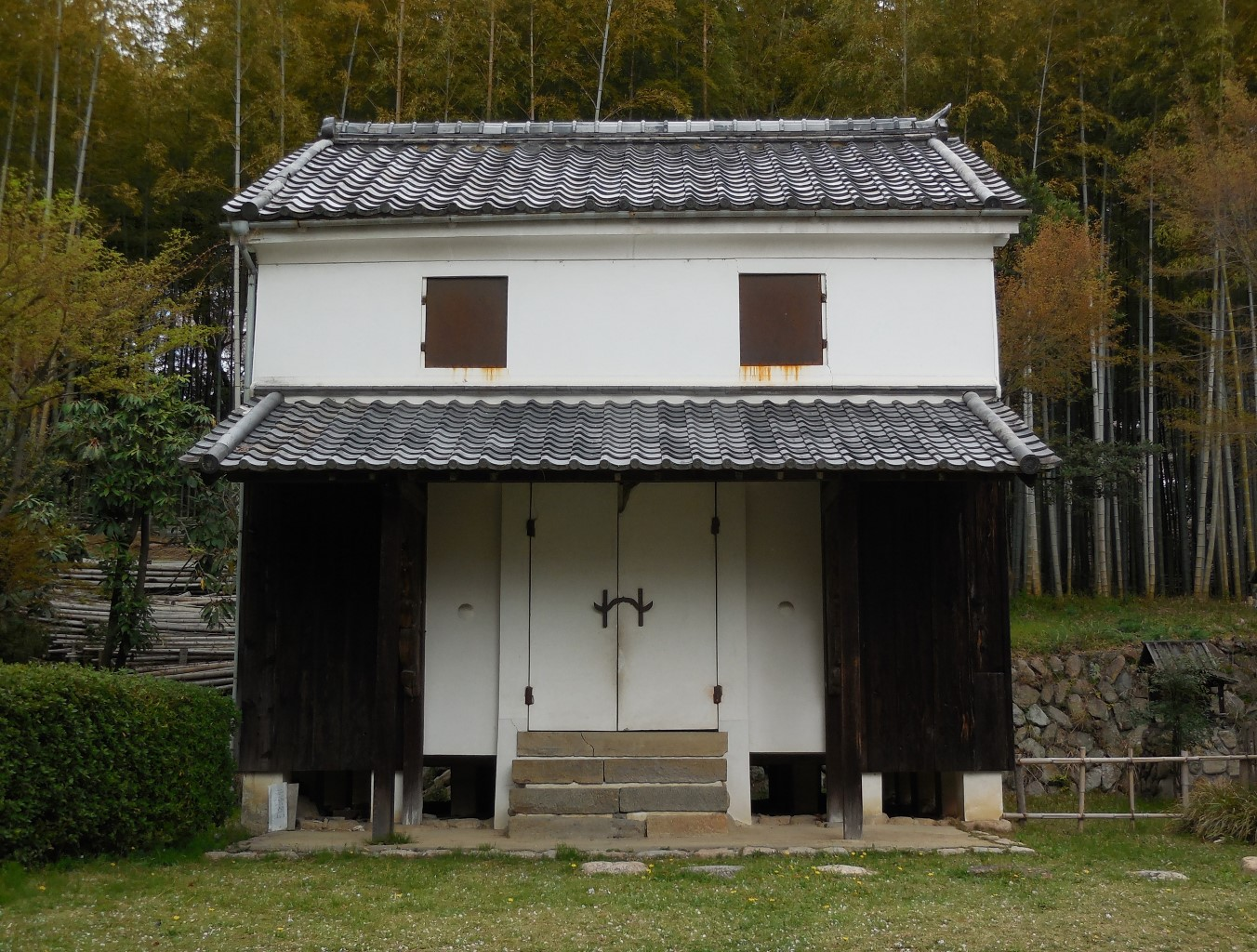
No 4: Ferme de Totsukawa, Grenier
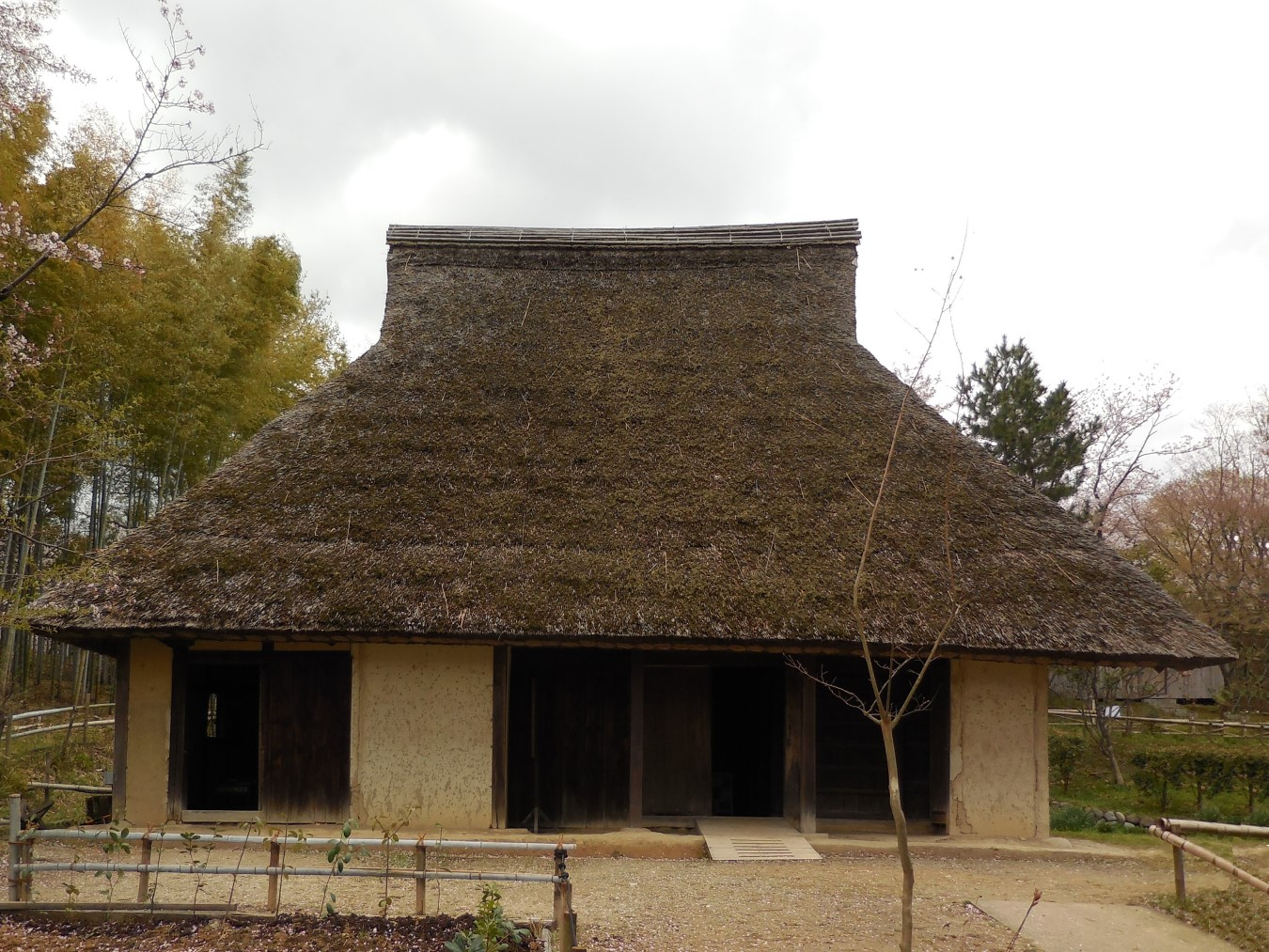
No 5: Maison de Tsuruga
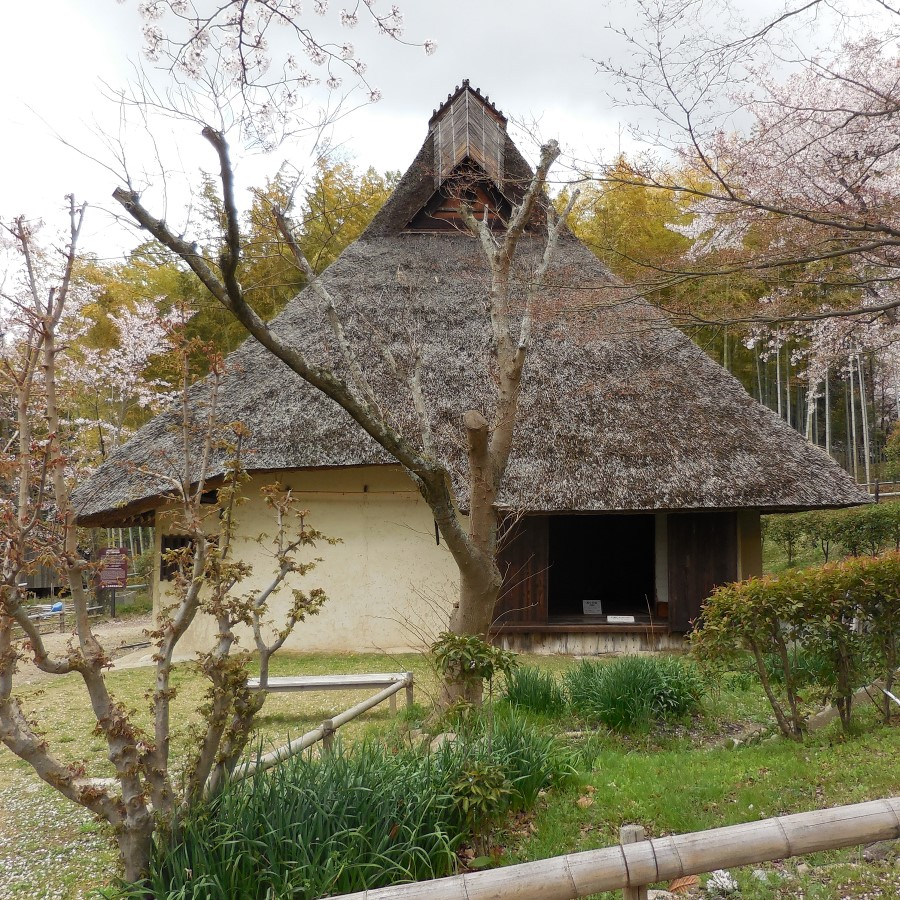
No 5: Maison de Tsuruga, vue de côté
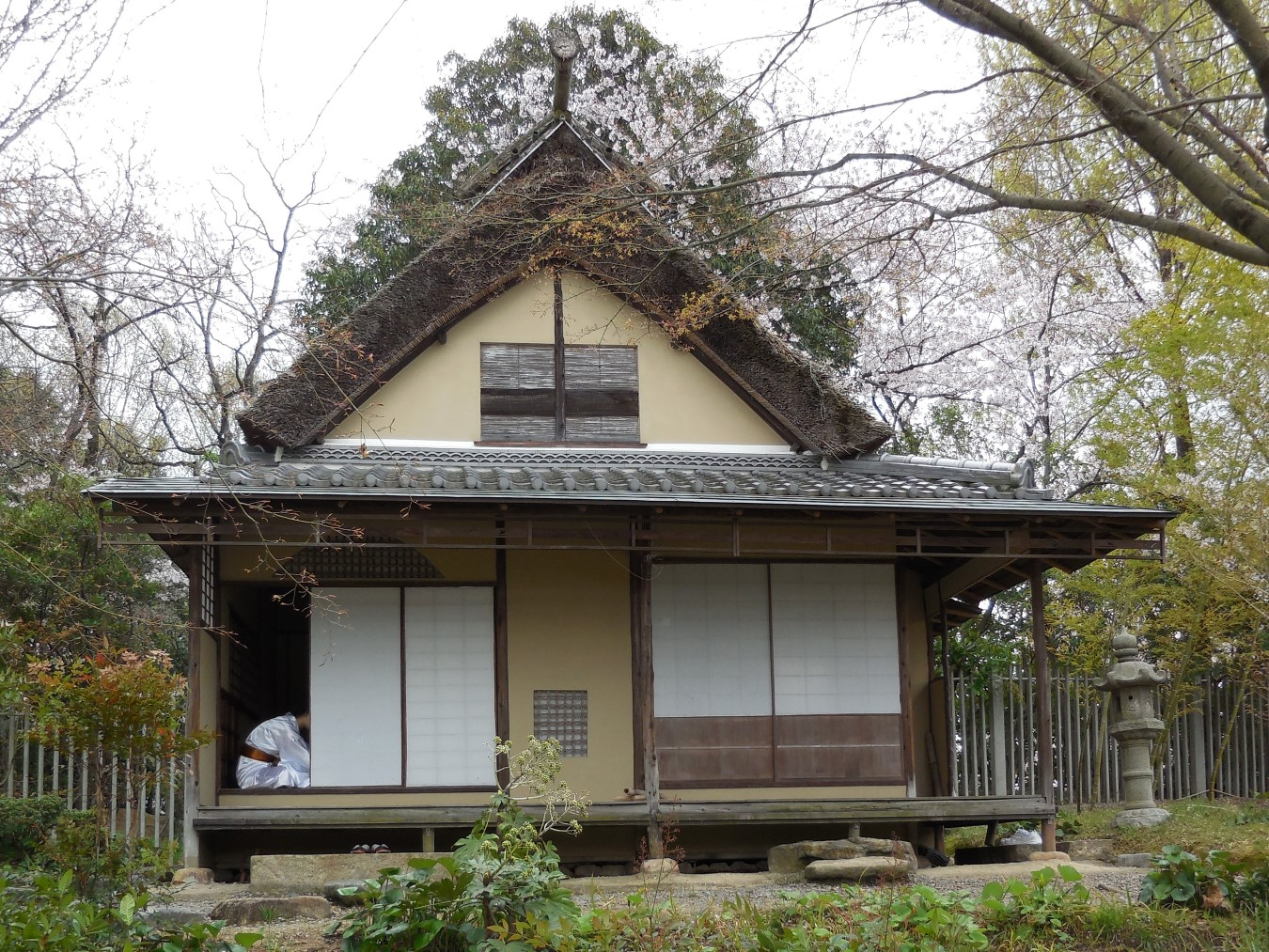
No 6: Maison de thé de Kitakawachi
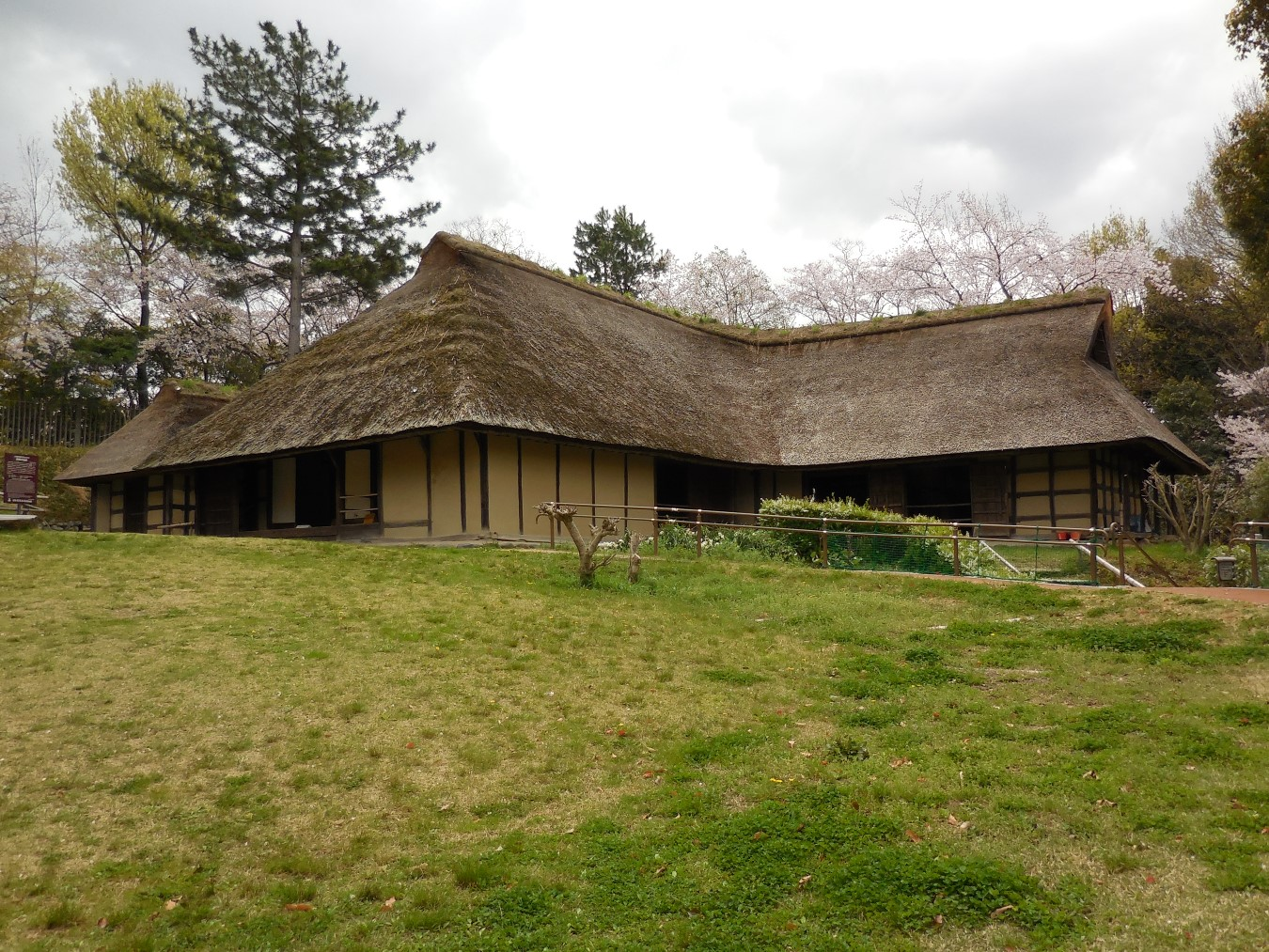
No 7: Maison de Nambu-han
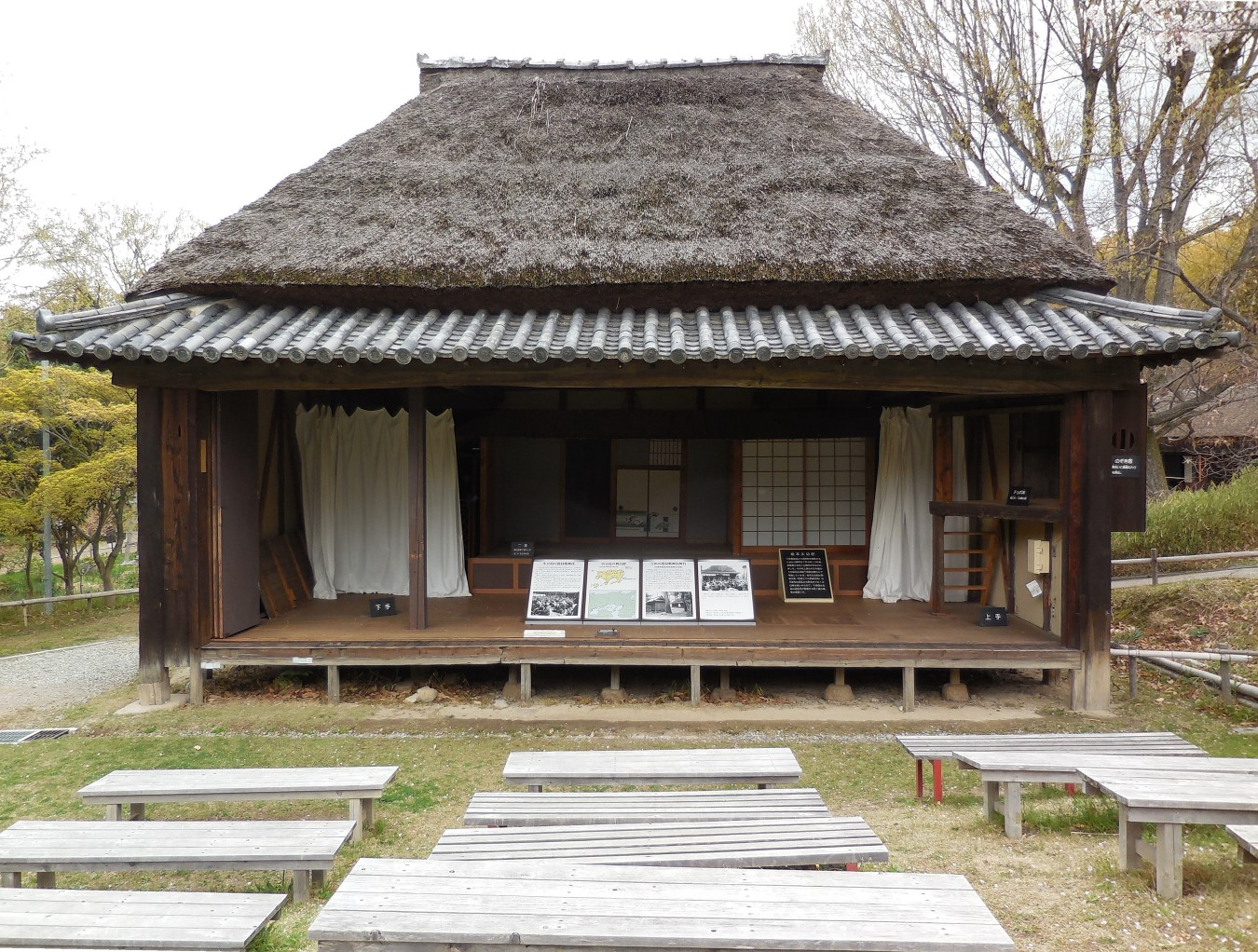
No 8: Estrade de Kabuki
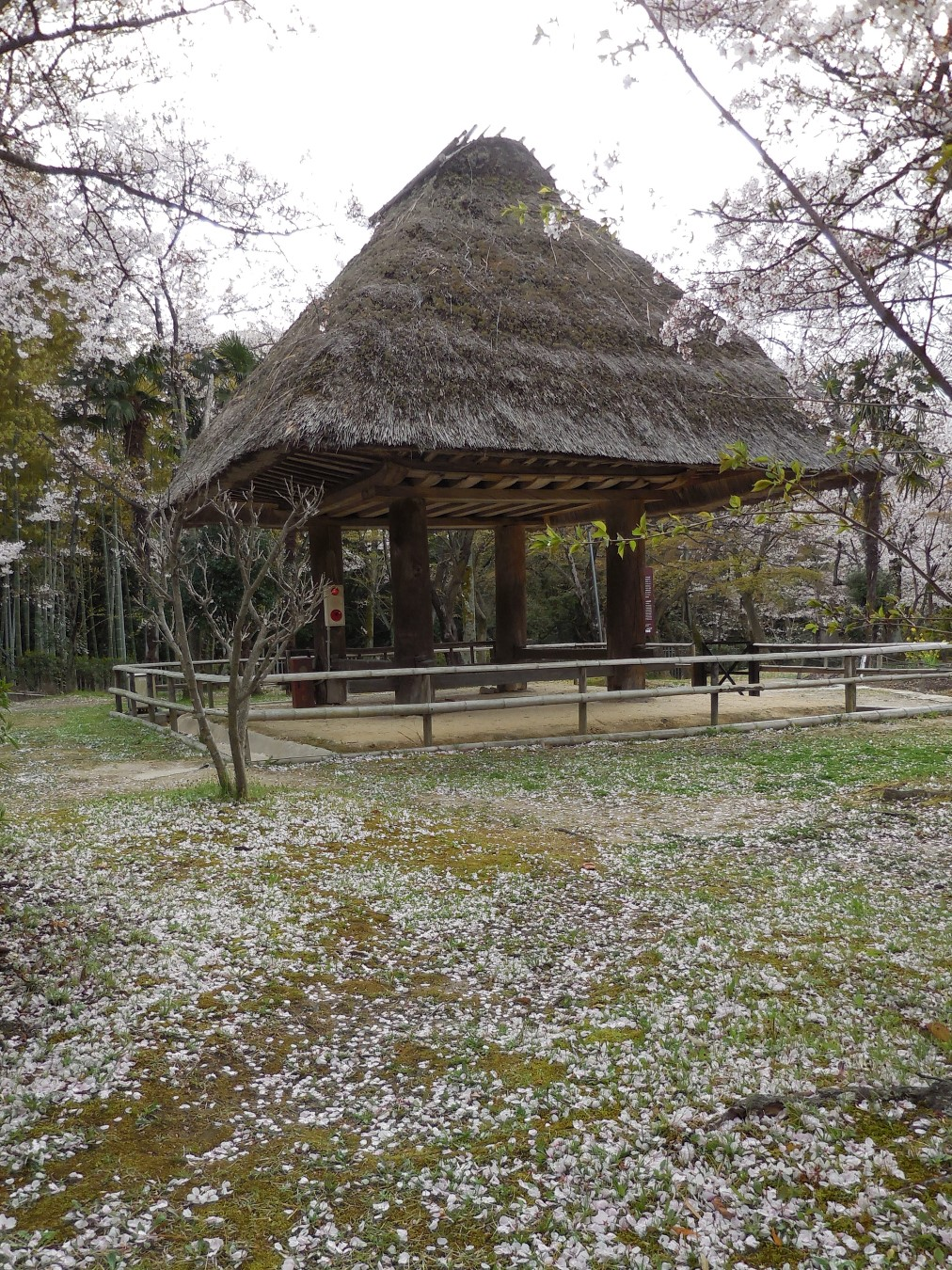
No 9: Grange
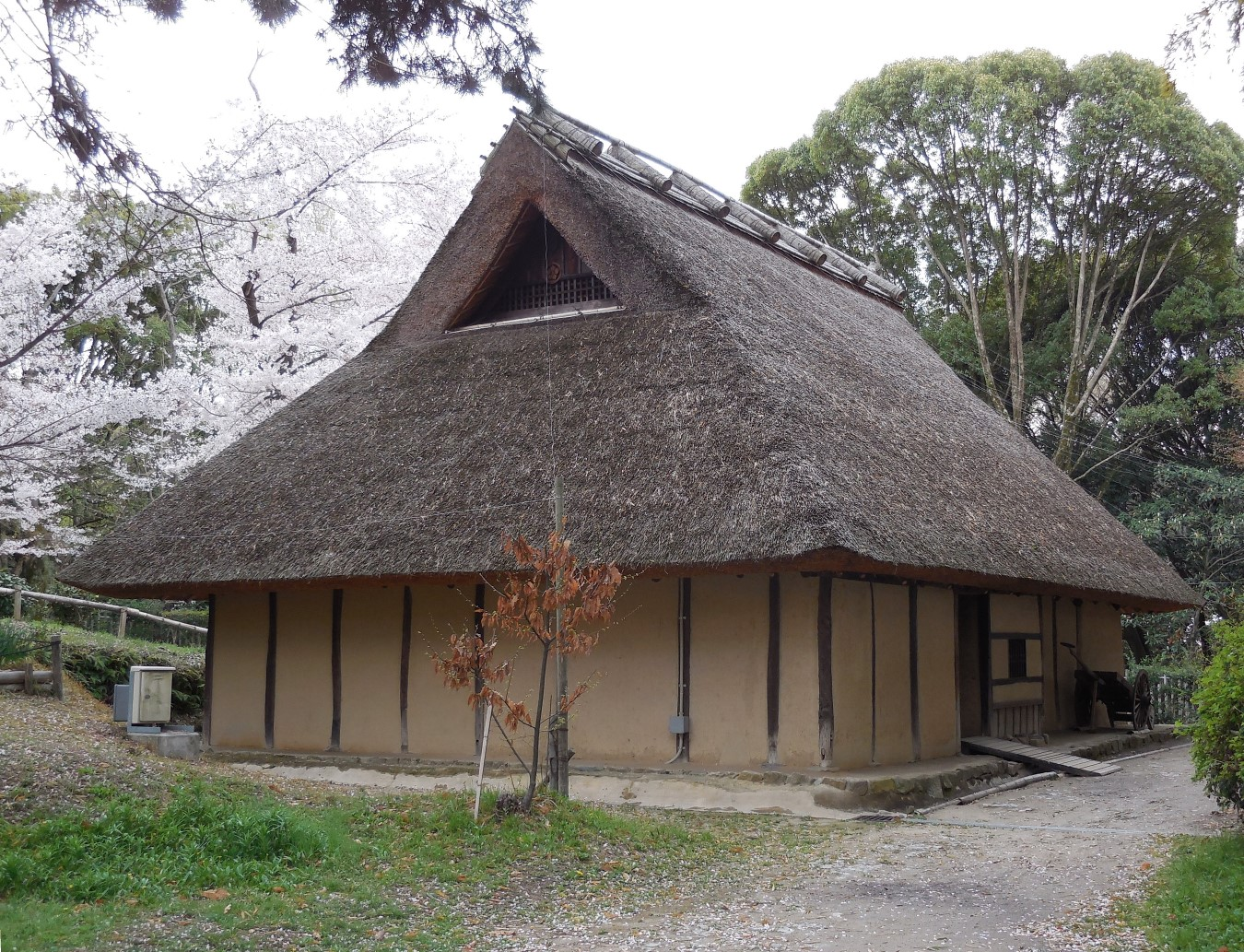
No 10: Maison de Nose
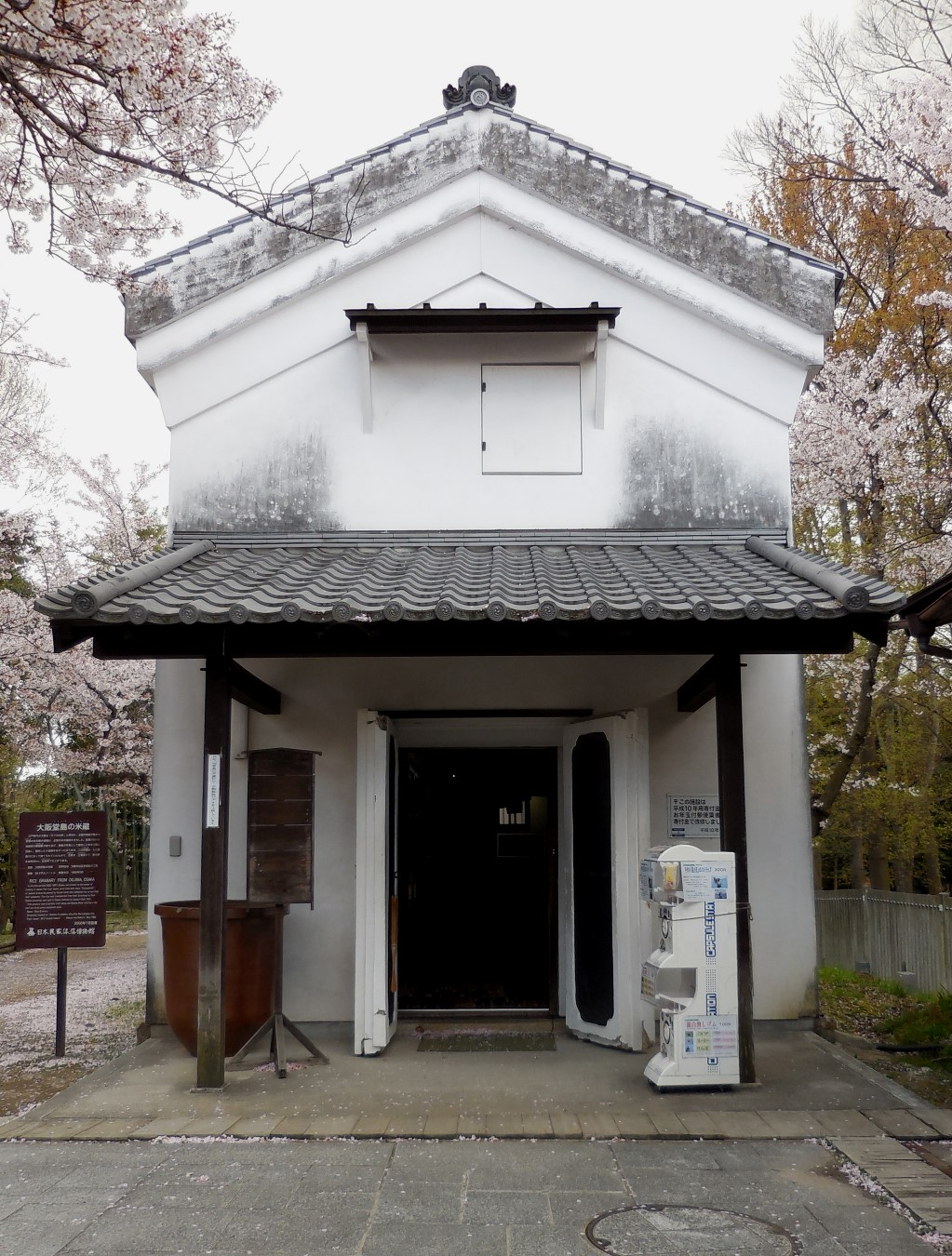
No 12: Magasin de riz de Dōjima
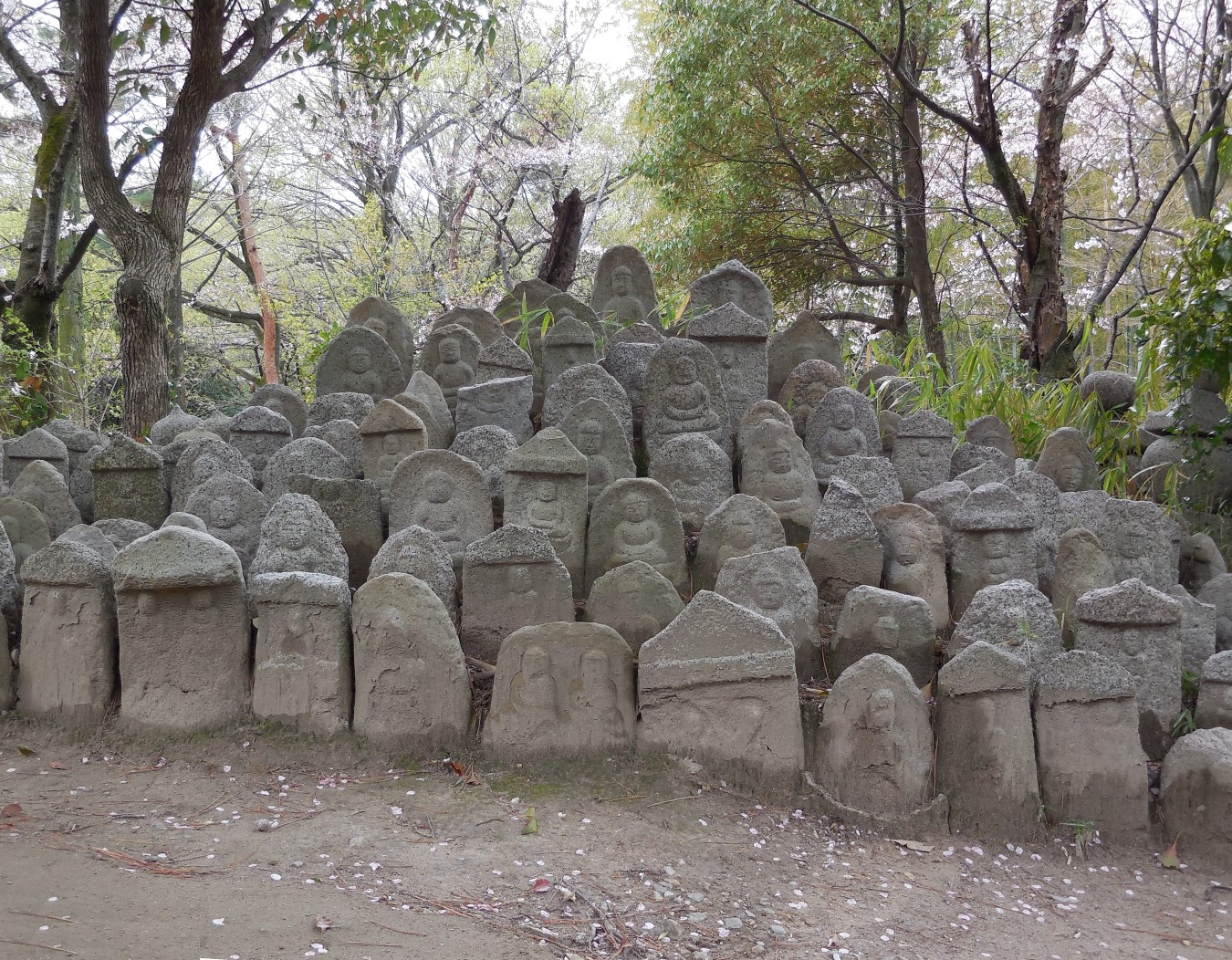
Pierres tombales (供養塔, Kuyōtō)